# Sphenometopa lindneri
Sphenometopa lindneri är en tvåvingeart som beskrevs av Yu. G. Verves 1979. Sphenometopa lindneri ingår i släktet Sphenometopa och familjen köttflugor.
Artens utbredningsområde är Grekland. Inga underarter finns listade i Catalogue of Life.